# Miloje Petković
Miloje Petković (31. januar 1967, Stajićevo, SFRJ) je bivši fudbaler koji je igrao na mestu veznog igrača.

## Karijera
Petković je igrao za FK Vojvodinu u Prvoj Jugoslovenskoj ligi. U julu 1993. godine potpisao je petogodišnji ugovor sa FK Verijom iz Verije koja se u to vreme takmičila u Drugoj ligi Grčke. U klubu je proveo još tri sezone igrajući u Drugoj ligi, da bi u sezoni 1995/96. konačno sa istim timom zaigrao i u Superligi Grčke. U Prvoj ligi je igrao još dve sezone. Sve u svemu, Petković je imao 61 nastup u najboljoj grčkoj ligi.
U sezoni 1998/99 potpisuje ugovor sa kiparskim prvoligašem FK APOEL iz Nikozije. Međutim, posle samo jedne, iako vrlo uspešne sezone zbog nesuglasica sa upravom kluba, odlazi i 1999. godine se ponovo vraća u Grčku gde u decembru potpisuje jednoipogodišnji ugovor sa FK Apolonom iz Atine gde i završava karijeru.
Posle njegovog povlačenja iz fudbala, 2007. godine biva kratko zaposlen kao pomoćni trener FK Verija.

## Spoljašnje veze
- Profil na Strukljeva.net